# Mohamed Mansaray
Mohamed Mansaray (ur. 15 grudnia 1974) – sierraleoński piłkarz grający na pozycji obrońcy. W swojej karierze rozegrał 15 meczów i strzelił 2 gole w reprezentacji Sierra Leone.

## Kariera klubowa
W swojej karierze piłkarskiej Mansaray grał w belgijskim K Boom FC i libańskim Tadamon Sour SC.

## Kariera reprezentacyjna
W reprezentacji Sierra Leone Mansaray zadebiutował 9 kwietnia 1993 w zremisowanym 0:0 meczu kwalifikacji do Pucharu Narodów Afryki 1994 z Algierią, rozegranym w Algierze. W 1994 roku został powołany do kadry na Puchar Narodów Afryki 1994. Wystąpił na nim w dwóch meczach grupowych: z Wybrzeżem Kości Słoniowej (0:4) i z Zambią (0:0). Od 1993 do 2000 roku rozegrał w kadrze narodowej 15 meczów i strzelił 2 gole.